# Die schlafende Zigeunerin
Die schlafende Zigeunerin (französisch La Bohémienne endormie) ist ein Gemälde des französischen Malers Henri Rousseau aus dem Jahr 1897. Kunsthistorisch ist es sowohl der Kunstrichtung Post-Impressionismus, als auch der Naiven Malerei zuzuordnen. In der Zeit seiner Entstehung wurde es vom Publikum nicht verstanden und zurückgewiesen. Heute gehört es als Meisterwerk zur Sammlung des New Yorker Museums of Modern Art.

## Beschreibung
Das Bild zeigt bei Vollmond eine wüstenartige Landschaft mit einem bergigen Hintergrund. Dieses Gebirge ist durch einen Fluss vom ebenen Vordergrund getrennt. Auf dem Boden im Vordergrund liegt auf einer bunt gestreiften Matte eine barfüßige schlafende dunkelhäutige Frau in einem ebenfalls bunt gestreiften Kleid. Sie zeigt ein lächelndes Gesicht, die weißen Zähne bilden einen starken Helligkeitskontrast zu ihrem dunklen Gesicht. Ein ebenfalls in dunklem Farbton gemalter Löwe, kompositorisch in den Mittelpunkt des Bildes gestellt, ist herangetreten und beschnuppert mit hellen, erstaunten Augen aufmerksam die Frau, tut ihr aber nichts. In der Hand hält sie einen Wanderstab, im Vordergrund rechts sind eine Mandoline und ein Wasserkrug realistisch dargestellt. Direkt darunter hat Henri Rousseau seine Signatur platziert.

## Interpretation und Rezeption
Der jugoslawische Kunsthistoriker Oto Bihalji-Merin sieht in dem Bild etwas besonderes und fühlt sich von ihm angesprochen. Die liegende Figur spricht zu ihm: „Du liebst mich, doch du verstehst mich nicht ganz. Es ist sehr männlich, im Greifen feinfühlig zu sein, und im Begreifen blind. Du musst die uralten Worte öffnen, Worte der Sinti.“ Es ist „die Weisheit der Diaspora, die Weite der Wege, gekleidet in die bunten Stoffe der Hoffnung und der Utopie.“ Nach seinem Verständnis ist das Bild aus Rousseaus unbewusster Genialität entstanden. Die Figur erscheint als Priesterin einer unbekannten Gottheit in Einheit mit der Natur. Die gemalten Gegenstände am rechten Bildrand, wie das Musikinstrument und der Wasserkrug, sind realistisch gestaltet und stellen archaische Symbole dar. In späteren Phasen der Kunstgeschichte tauchen diese Gegenstände im Expressionismus, Surrealismus und Kubismus immer wieder auf. Das Musikinstrument beispielsweise bei Pablo Picasso, Juan Gris und Marc Chagall, der Krug in Bildern von Paul Klee und Paula Modersohn-Becker.
Ende des 19. Jahrhunderts war die Öffentlichkeit noch nicht reif für dieses Werk. Rousseaus traumhaftes poetisch-exotisches Bild einer schönen archaischen Welt verstand das Publikum nicht. Heute sehen manche Betrachter in diesem Bild auch eine erotische Komponente und verweisen auf die nach oben gerichtete Quaste des Löwenschwanzes. Auch der Wanderstab, die Mandoline und der Wasserkrug stellen nach dieser Interpretation sexuelle Symbole dar. Darüber hinaus wird die Szenerie, eine passive schlafende Frau und ein aktives wildes Tier, ebenfalls in einem solchen Zusammenhang gedeutet. Löwe und Frau bilden in Rousseaus Gemälde zwei atmosphärische Bereiche, die in einer urtümlichen Welt mit Vollmondhimmel und Sternpunkten, einer lunaren Lichtführung und der schattenreichen modellierten Landschaft eingeschlossen sind.
- Inspiriert von dem Bild verfasste der Dichter Jean-Pierre Gautheur 1995 ein Theaterstück in drei Akten mit dem Titel: La bohémienne endormie : trois moments de la vie du Douanier Rousseau (ISBN 2-908924-82-X).
- 1963 stellte der Fotograf Tony Vaccaro Rousseaus Bild mit der Sängerin und Schauspielerin Leslie Uggams für eine Farbfotografie nach.[5]
- 2012 erschien eine von Rousseaus Bild inspirierte surrealistische Erzählung von Hubert Haddad, die von einer schlafenden Frau mit dem Namen „Làvica“ (sauvage et libre) handelt. Collection Ekphrasis, ISBN 978-2-918698-38-8

## Provenienz und Ausstellung
Zuerst ausgestellt wurde das Bild 1897 im 13. Salon des Artistes Indépendants in Paris, aber es ließ sich nicht verkaufen. Henri Rousseau schrieb einen Brief an den Bürgermeister seiner Geburtsstadt Laval, in dem er das Bild für den relativ günstigen Preis von 1800 bis 2000 Francs zum Kauf anbot. Er zeigte sich aber auch bereit, es „billiger zu geben“, denn er hegte den Wunsch, „daß seine Heimatstadt eines seiner neuen Werke besitzen sollte“. Es gelangte stattdessen in den Besitz eines Pariser Kohlenhändlers. 1924 entdeckte es dort der Kunstkritiker Louis Vauxcelles und vermittelte es dem Galeristen Daniel-Henry Kahnweiler, obwohl es Gerüchte gab, dass es eine Fälschung sein könnte. Alfred Barr, der Gründungsdirektor des Museums of Modern Art, kaufte es Mitte der 1920er Jahre für das neue New Yorker Museum.